# Родионов, Владимир Яковлевич
Владимир Яковлевич Родионов (26 апреля 1929, Грязнуха — 3 июня 1977) — передовик советского сельского хозяйства, бригадир тракторной бригады совхоза «Урожайный» Озинского района Саратовской области, Герой Социалистического Труда (1957). Депутат Верховного Совета СССР 8-го созыва.

## Биография
Родился 26 апреля 1929 года в селе Грязнуха Сердобского района Балашовского округа, Нижне-Волжской области, ныне Сердобского района Пензенской области в семье русского крестьянина. С ранних лет брался за крестьянский труд. В 1946 году, после окончания семи классов средней школы и курсов трактористов, стал работать на тракторе в машинно-тракторной станции Сердобского района, также трудился в воинской части. В 1949 году стал трудиться трактористом Центральной нефтеразведки города Саратова, в составе экспедиции искал месторождения нефти в Пензенской и Саратовской областях.
В марте 1954 года по комсомольской путёвки прибыл поднимать целину работать в Озинский район Саратовской области. Работал бригадиром тракторной бригады в совхозе "Урожайный", труженики которого в 1956 году получили высокий урожай зерновых.
За особые заслуги в освоении целинных и залежных земель, проведении уборки урожая и хлебозаготовок в 1956 году, Указом Президиума Верховного Совета СССР от 11 января 1957 года Владимиру Яковлевичу Родионову было присвоено звание Героя Социалистического Труда с вручением ордена Ленина и золотой медали «Серп и Молот».
В дальнейшем продолжал трудовую деятельность, показывал высокие результаты в труде. В 1960 году был направлен на учёбу в трёхгодичную партийную школу. После окончания которой стал работать инспектором-организатором производственного колхозно-совхозного управления. В ноябре 1963 года возглавил многоотраслевой совхоз «Заволжский». По его инициативе в совхозе на площади 50 гектаров был заложен сад. По итогам 8-й пятилетки был награждён орденом Знак Почёта.
Избирался депутатом Верховного Совета СССР 8-го созыва. Был депутатом Саратовского областного, Озинского районного советов народных депутатов.
Проживал в посёлке Новозаволжский Озинского района Саратовской области. Умер 3 июня 1977 года.

## Награды
За трудовые успехи удостоен:
- золотая звезда «Серп и Молот» (11.01.1957),
- орден Ленина (11.01.1957),
- Орден Знак Почёта (08.04.1971),
- Медаль "За трудовое отличие" (23.06.1966),
- другие медали.

## Память
В Новозаволжском одна из улиц названа именем Героя Социалистического Труда, установлена мемориальная доска. 